# 田骈
田骈（？—？），又称陈骈，战国时期齐国人，道家人物、学者。
早年學黄老之術，與尹文、宋钘同學，与慎到齐名。曾在稷下講學，有辯才，尤好争论，人称“天口骈”。後來又師從彭蒙（伯昏瞀人），主张“齐万物以为首”。著有《田子》二十五篇，久佚。

## 延伸阅读
[在维基数据编辑]
 《史記/卷074》，出自司馬遷《史記》